# 黑胡椒醬

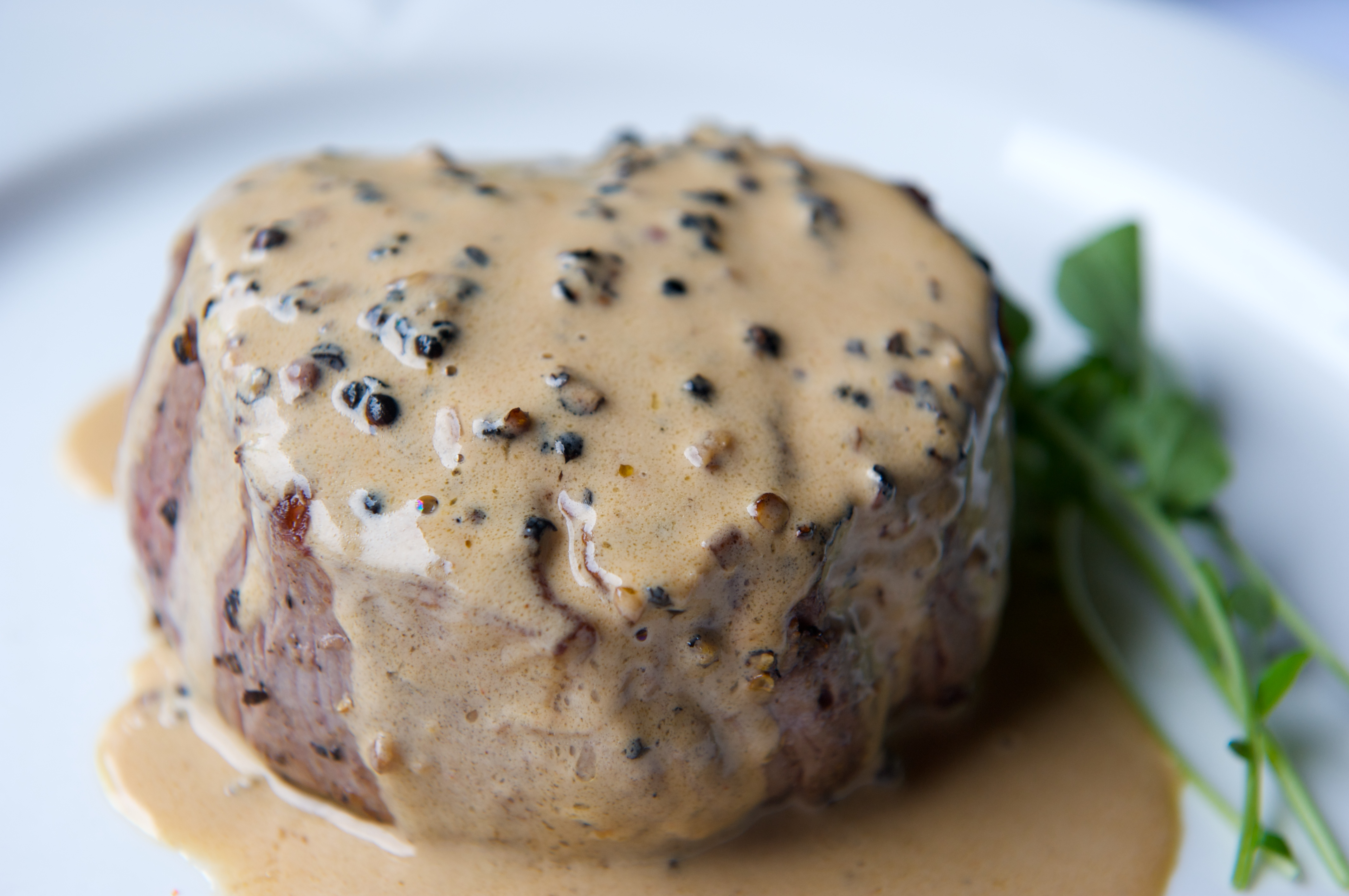
法國菜餐廳的黑椒牛排，牛排上淋有法式黑胡椒醬

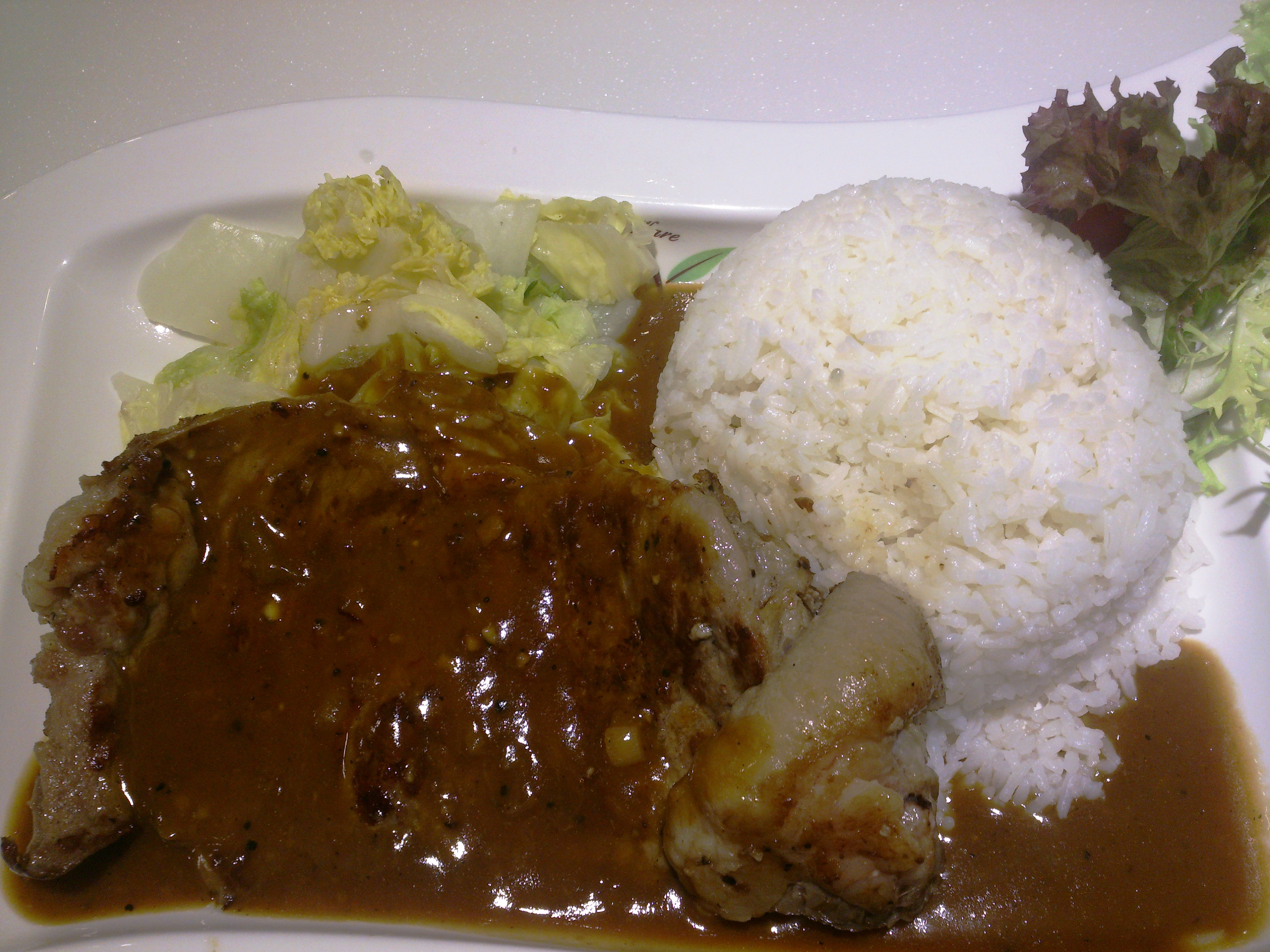
港式快餐店的黑椒牛排飯，用上港式黑椒汁

黑胡椒醬（英語：Peppercorn sauce，Black pepper sauce），又稱黑椒醬、黑椒汁，是一種由黑胡椒調配而成的調味料，鹹中帶辣，是西餐如法國菜的肉類餐點常用到的醬料，也是港式西餐的主要醬料，雖以黑胡椒為基本材料，但各地製作黑胡椒醬的配方卻各有不同。

## 成分
法式黑胡椒醬以忌廉為基底，加入小量磨碎的黑胡椒、火蔥及香草而成，也可能會加入小量的干邑或白蘭地，製作出來的醬料呈淡褐色，屬於法國菜中的白醬。港式黑胡椒醬沒有忌廉，取而代之是用水、麵粉、豉油、蠔油與黑胡椒碎調配，黑胡椒的份量也較多，故此顏色呈深褐色，味道也較辣。